# Olympische Sommerspiele 2000/Teilnehmer (Aserbaidschan)
| Gelbes Symbol für Goldmedaillen mit stilisierten Olympischen Ringen | Graues Symbol für Silbermedaillen mit stilisierten Olympischen Ringen | Braundes Symbol für Bronzemedaillen mit stilisierten Olympischen Ringen |
| ------------------------------------------------------------------- | --------------------------------------------------------------------- | ----------------------------------------------------------------------- |
| 2                                                                   | —                                                                     | 1                                                                       |

Aserbaidschan nahm an den Olympischen Sommerspielen 2000 in der australischen Metropole Sydney mit 31 Athleten, 6 Frauen und 25 Männern, in zehn Sportarten teil.
Nach 1996 war es die zweite Teilnahme des europäischen Staates an Olympischen Sommerspielen.

## Flaggenträger
Der Ringer Namig Abdullajew trug die Flagge Aserbaidschans während der Eröffnungsfeier im Stadium Australia.

## Medaillengewinner
Mit zwei gewonnenen Gold- und einer Bronzemedaille belegte das aserbaidschanische Team Platz 34 im Medaillenspiegel.

### Gold
| Name                   | Sportart | Wettkampf      |
| ---------------------- | -------- | -------------- |
| Zemfira Meftachatinowa | Schießen | Skeet          |
| Namig Abdullajew       | Ringen   | Fliegengewicht |

### Bronze
| Name            | Sportart | Wettkampf     |
| --------------- | -------- | ------------- |
| Wugar Alakparow | Boxen    | Mittelgewicht |

## Übersicht der Teilnehmer

### Boxen
- Mahatsch Nuriddinow (Leichtgewicht)
Niederlage gegen Alexander Iwanowitsch Maletin (erste Runde, nicht für die nächste Runde qualifiziert)
- Ruslan Kairow (Weltergewicht)
Freilos (erste Runde); Sieg gegen Kamel Chater (zweite Runde); Niederlage gegen Oleg Elekpajewitsch Saitow (Viertelfinale, nicht für die nächste Runde qualifiziert)
- Vüqar Ələkbərov (Mittelgewicht)
Sieg gegen Peter Kariuki Ngumi (erste Runde); Sieg gegen Paul Miller (zweite Runde); Sieg gegen Akaki Kakauridse (Viertelfinale); Niederlage gegen Jorge Gutiérrez (Halbfinale, )
- Əli İsmayılov (Halbschwergewicht)
Sieg gegen Dankov Emil-Krastev (erste Runde); Niederlage gegen Sergei Mikhailov (zweite Runde, nicht für die nächste Runde qualifiziert)
- Magomed Aripgadschijew (Schwergewicht)
Freilos (erste Runde); Niederlage gegen Sebastian Köber (zweite Runde, nicht für die nächste Runde qualifiziert)

### Gewichtheben
Männer:
- Turan Mirzəyev (Leichtgewicht)
327,5 Punkte, Platz 9
- Nizami Paşayev (Leichtgewicht)
357,5 Punkte, Platz 12
- Elkan Sülejmanow (Federgewicht)
292,5 Punkte, Platz 8

Frauen:
- Tarana Abbasowa (Federgewicht)
165 Punkte, Platz 10

### Judo
Frauen:
- Sulfija Hüsejnowa (Leichtgewicht)

Männer:
- Elchin Mehdi Ismailow (Superleichtgewicht)
- Mehman Assisow (Halbmittelgewicht)
- Rasul Salimow (Mittelgewicht)

### Leichtathletik
Männer:
| - Teymur Kasimow (100 m – 1. Runde: 10,97 s → nicht für die nächste Runde qualifiziert) - Faig Bagirow (800 m – 1. Runde: 1:57,39 min → nicht für die nächste Runde qualifiziert) - Sergej Botschkow (Dreisprung – Qualifikation: 16,01 m → nicht für die nächste Runde qualifiziert) |

Frauen:
| - Aidə İsayeva (20 km Gehen: Did Not Finish) |

### Ringen

#### Griechisch-römisch
- Natik Eijasow – 55 kg
- Islam Dukutschijew – 74 kg
- Ivica Bitschinaschwili – 84 kg

#### Freistil
- Namig Abdullajew – 55 kg,
- Arif Abdullayev – 60 kg
- Samil Ofandijew – 66 kg
- Elsad Allahwerdijew – 84 kg
- Davud Mahammmadow – 96 kg
- Raschab Oschabalijew – 120 kg

### Schießen
Frauen:
- Irada Aschumowa (Luftpistole 10 m, Sportpistole 25 m)
- Zemfira Meftachatinowa (Skeet, )

### Schwimmen
Männer:
- Emil Gulijew (50 Meter Freistil)
25,36 s (nicht für die nächste Runde qualifiziert)

Frauen:
- Alisa Xalıyeva (50 Meter Freistil)
28,79 s (nicht für die nächste Runde qualifiziert)

### Wasserspringen
Männer:
- Emil Tschabrailow (Turmspringen)
334,74 Punkte (Vorrunde, 26. Platz, nicht für die nächste Runde qualifiziert)